# 妄想バラエティ キャラボーン
『妄想バラエティ キャラボーン』（もうそうバラエティ キャラボーン）は、2021年4月7日（4月6日深夜）から10月20日（10月19日深夜）まで毎日放送（MBS）（関西ローカル）で放送されていた妄想バラエティ番組である。

## 概要
よしもと漫才劇場に所属する芸人（番組内では妄想画伯と呼ばれる）が、大阪市内にある24区のうち1つの区を訪れて街中を散策し、それをヒントに“区”にちなんだオリジナルキャラクターを勝手に妄想し、タブレットで描いて作成する。沖縄ラフ&ピース専門学校の協力の元、表情や動きが付けられ、大阪市24区住みます芸人や妄想画伯の相方によって声が吹き込まれたキャラクターと妄想画伯が対面し、会話やゲームなどで交流する新感覚妄想バラエティ番組。
なお、番組で生み出されたオリジナルキャラクターのグッズが制作され、アクリルスタンドと缶バッジが発売された。

## 出演者
- よしもと漫才劇場に所属する芸人
- ナレーション：エルフ・荒川、木尾モデル（第28回）

## 放送リスト
| #  | 放送日        | 芸人                                                                        | 場所                            | キャラ（声担当芸人）                                    |
| -- | ------------- | --------------------------------------------------------------------------- | ------------------------------- | ------------------------------------------------------- |
| 1  | 2021年 4月7日 | ラニーノーズ・洲崎                                                          | 北区                            | 中村（木尾モデル）                                      |
| 2  | 4月14日       | ロングコートダディ・堂前                                                    | 西区                            | 西ひろき（ツートライブ・周平魂）                        |
| 3  | 4月21日       | 天才ピアニスト・ますみ                                                      | 中央区                          | 城粉太（kento fukaya）                                  |
| 4  | 4月28日       | からし蓮根・伊織                                                            | 浪速区                          | ハンキチくん（からし蓮根・青空）                        |
| 5  | 5月5日        | ミルクボーイ・内海                                                          | 天王寺区                        | 角刈人情力士像（ミルクボーイ・駒場）                    |
| 6  | 5月12日       | ミルクボーイ・駒場                                                          | 天王寺区                        | 天王児（ミルクボーイ・内海）                            |
| 7  | 5月19日       | さや香・新山                                                                | 平野区                          | 平本（翠星チークダンス・ちろる）                        |
| 8  | 5月26日       | ダブルアート・タグ                                                          | 阿倍野区                        | I have myself（ビコーン!・前田）                        |
| 9  | 6月2日        | kento fukaya                                                                | 東成区                          | 東ナリック純（相乗効果・トキ）                          |
| 10 | 6月9日        | ニッポンの社長・辻                                                          | 大正区                          | ブン子（ZUMA・ひかる）                                  |
| 11 | 6月16日       | セルライトスパ・大須賀                                                      | 都島区                          | 本気都（マダムはサウスポー・岡崎）                      |
| 12 | 6月23日       | ビスケットブラザーズ・原田                                                  | 西成区                          | いろんな一面を持ち合わせてる成（ガオ〜ちゃん）          |
| 13 | 6月30日       | ジュリエッタ・藤本                                                          | 生野区                          | 大吉つぁん（田津原理音）                                |
| 14 | 7月7日        | コウテイ・下田                                                              | 住吉区                          | みほ（ダブルヒガシ・大東）                              |
| 15 | 7月14日       | カベポスター・永見                                                          | 住之江区                        | カチュレオン（セカンドブラウン・たかの）                |
| 16 | 7月21日       | ゆりやんレトリィバァ                                                        | 旭区                            | 旭奈央（マイスイートメモリーズ・福田）                  |
| 17 | 7月28日       | ツートライブ・周平魂                                                        | 此花区                          | 濱夕凪ノ神（かりんとう・かわばたくん）                  |
| 18 | 8月4日        | ヘンダーソン・中村                                                          | 淀川区                          | うますちょん（ロマンティックベイベー・荒木）            |
| 19 | 8月11日       | マユリカ・中谷                                                              | 東住吉区                        | ガンバはさむ（アンビシャス・たかし）                    |
| 20 | 8月18日       | 紅しょうが・熊元プロレス                                                    | 港区                            | ジャック・やすあきドーソン（ガチャガチャ・ジョージ）    |
| 21 | 8月25日       | ネイビーズアフロ・みながわ                                                  | 福島区                          | ムーンストップ（月亭八織）                              |
| 22 | 9月1日        | ラニーノーズ・山田                                                          | 城東区                          | 鐘ねのね（kento fukaya）                                |
| 23 | 9月8日        | 令和喜多みな実・河野                                                        | 西淀川区                        | チャンピオンボーイ（スキンケア大学・吉野）              |
| 24 | 9月15日       | コウテイ・九条                                                              | 東淀川区                        | ビルーギル（福人）                                      |
| 25 | 9月22日       | ロングコートダディ・兎                                                      | 鶴見区                          | ビックパイロン兄弟 アブゼ・クマゼ（国道アリス・かとう） |
| 26 | 9月29日       | アキナ エルフ・荒川                                                         | 大阪市24区キャラ完成SP          | ワニヤンキー（アキナ・山名）                            |
| 27 | 10月6日       | アキナ エルフ・荒川 ヘンダーソン・中村                                      | 大阪市24区キャラ完成SP          | うますちょん（ロマンティックベイベー・荒木）            |
| 28 | 10月13日      | エルフ・荒川 プラス・マイナス・岩橋 すゑひろがりず・三島 ジュリエッタ・井尻 | よしもと漫才劇場周辺 真田丸跡地 | ラブリーなこなこ丸（エルフ・はる）                      |
| 29 | 10月20日      | ロングコートダディ・堂前 ニッポンの社長・辻                                 | リクエストSP                    | 西ひろき（ツートライブ・周平魂） ブン子（ZUMA・ひかる） |

## スタッフ
- 演出：渡邊恒史
- 構成：和田義浩・山田恭葉
- CAM：高田正幸
- MIX：本城宣彰
- タイトル：小笠原佳子
- スピンオフMovie：江城豪
- EED：高浦祐希
- テロップ：濱村優里
- 音効：福川廣歩
- MA：高橋悠斗
- 協力：沖縄ラフ&ピース専門学校・よしもと漫才劇場
- アニメーション監修：垣花英貴
- アニメーション制作：金城孝
- AD：堀貴登・上田可菜・呉本咲希
- AP：石井カオリ
- ディレクター：平野孝雄・明智亮太・楠原宝子・加藤伸一・宇都宮伊織・孫貴志
- プロヂューサー：真鍋理恵
- 制作アドバイザー：新堂裕彦
- 作成協力：よしもとブロードエンタテインメント
- 制作著作：吉本興業

## エンディングテーマ
- WITHDOM「Drama」（2021年4月）
- 二人目のジャイアン「THIS MOMENT」（2021年5月）
- 天路恵梨「あなたNo.1」（2021年6月）
- めろん畑a go go「哀しきIDOL」（2021年7月）
- 寺西優真「嘘と地図」（2021年8月 - 10月）